# Hesperoleucus symmetricus
Hesperoleucus symmetricus es una especie de peces de la familia de los
Cyprinidae en el orden de los Cypriniformes.

## Morfología
- Los machos pueden llegar alcanzar los 11 cm de longitud total.[1][2]

## Depredadores
En los Estados Unidos es depredado por Ptychocheilus grandis.

## Hábitat
Es un pez de agua dulce y de clima templado.

## Distribución geográfica
Se encuentran en Norteamérica: California (Estados Unidos ).